# Bad Krozingen
Bad Krozingen (bis 1933 Krozingen, alemannisch Chrozige) ist eine Große Kreisstadt und ein Kurort im Landkreis Breisgau-Hochschwarzwald in Baden-Württemberg.

## Geographie

### Lage
Bad Krozingen liegt im Breisgau, etwa 16 Kilometer südwestlich von Freiburg und 45 km nördlich von Basel, umgeben von Feldern (Gemüse, Spargel, Mais) und Weinreben. Durch die Stadt, die zusammen mit Staufen ein Mittelzentrum bildet, fließt der kleine Fluss Neumagen, der auf dem Stadtgebiet bei Biengen in die Möhlin mündet, die wiederum bei Breisach den Rhein erreicht.
Das Landschaftsschutzgebiet Krozinger und Schlatter Berg ist seit 1993 ausgewiesen.

### Nachbargemeinden
Nachbargemeinden Bad Krozingens sind, von Norden aus im Uhrzeigersinn: Breisach am Rhein, der Freiburger Stadtteil Munzingen, Schallstadt, Ehrenkirchen, Staufen im Breisgau, Heitersheim, Eschbach und Hartheim.

### Stadtgliederung
Zu Bad Krozingen gehören die vor der baden-württembergischen Gemeindereform der 1970er-Jahre selbständigen Gemeinden Biengen, Hausen an der Möhlin, Schlatt und Tunsel. Die ehemaligen Gemeinden sind identisch mit den Ortsteilen der Stadt. Die vier Ortsteile Biengen, Hausen an der Möhlin, Schlatt und Tunsel sind Ortschaften im Sinne der baden-württembergischen Gemeindeordnung mit jeweils eigenem Ortschaftsrat und einem Ortsvorsteher als dessen Vorsitzendem.
Zu den Ortsteilen:
- Zum Kernort Bad Krozingen gehören auch die Gemeindeteile Kems und Oberkrozingen.
- Biengen wurde erstmals im Jahre 770 im Lorscher Codex urkundlich erwähnt[4]  und 1971 nach Bad Krozingen eingemeindet. Zu Biengen gehört der Weiler Dottighofen sowie die abgegangene Ortschaft Innighofen.
- Hausen an der Möhlin, erstmals 1147 urkundlich erwähnt, wurde 1973 nach Bad Krozingen eingemeindet.
- Schlatt wurde erstmals 1130 urkundlich erwähnt. Der Johanniterorden in Heitersheim erwarb Schlatt im Jahre 1371. 1973 wurde es nach Bad Krozingen eingemeindet.
- Tunsel, erstmals 852 (n. a. A. 860) urkundlich erwähnt, wurde 1974 nach Bad Krozingen eingemeindet. Zu Tunsel gehören die Weiler Burghöfe und Schmidhofen sowie die abgegangene Ortschaft Muttikofen.

### Klima
|                        | Jan  | Feb  | Mär  | Apr  | Mai  | Jun  | Jul  | Aug  | Sep  | Okt  | Nov  | Dez |   |      |
| Mittl. Temperatur (°C) | 2,7  | 3,3  | 6,7  | 10,4 | 14,2 | 19,0 | 21,3 | 20,0 | 15,4 | 10,7 | 6,5  | 4,1 | ⌀ | 11,2 |
| Mittl. Tagesmax. (°C)  | 6,2  | 7,7  | 12,3 | 16,8 | 20,4 | 25,3 | 27,6 | 27,0 | 22,2 | 16,2 | 10,5 | 8,0 | ⌀ | 16,7 |
| Mittl. Tagesmin. (°C)  | −0,8 | −0,7 | 1,2  | 3,8  | 8,0  | 12,6 | 13,8 | 13,3 | 9,2  | 5,8  | 2,5  | 0,3 | ⌀ | 5,8  |
|                        |      |      |      |      |      |      |      |      |      |      |      |     |   |      |
| Niederschlag (mm)      | 61   | 46   | 40   | 71   | 96   | 105  | 88   | 86   | 49   | 54   | 54   | 42  | Σ | 792  |
|                        |      |      |      |      |      |      |      |      |      |      |      |     |   |      |
| Regentage (d)          | 17   | 14   | 14   | 14   | 16   | 13   | 11   | 12   | 10   | 12   | 13   | 14  | Σ | 160  |

| −0,8 |

| −0,7 |

| 1,2 |

| 3,8 |

| 8,0 |

| 12,6 |

| 13,8 |

| 13,3 |

| 9,2 |

| 5,8 |

| 2,5 |

| 0,3 |

| −0,8 |

| −0,7 |

| 1,2 |

| 3,8 |

| 8,0 |

| 12,6 |

| 13,8 |

| 13,3 |

| 9,2 |

| 5,8 |

| 2,5 |

| 0,3 |

## Geschichte
Einige Funde (Vorratsgefäß und trapezförmiges Steinbeil) weisen darauf hin, dass die Region schon in der Jungsteinzeit besiedelt war. In der vorchristlichen Zeit und weit darüber hinaus war die Region von Kelten und Merowingern besiedelt. Gewann-, Fluss- und Ortsnamen wie Neumagen, Möhlin, Kems, Tunsel, Belchen oder Rhein bezeugen dies. Um die Mitte des 1. Jahrhunderts n. Chr. eroberten die Römer den heutigen Südwesten. Aus der folgenden Zeit fand man auf der Gemarkung Bad Krozingens u. a. die Überreste einer römischen Straßenstation, Teile von Töpfereien mit Brennöfen, einen römischen Brunnen und Fundamente mehrerer Gutshöfe. Bei einer Rettungsgrabung westlich der Basler Straße wurden 2019/20 größere Bereiche der römischen Siedlung aufgedeckt.
Ab dem 4. Jahrhundert waren die Alemannen hier sesshaft. Die ältesten Nachweise einer alamannischen Besiedlung sind Gräber u. a. in der ehemaligen römischen Straßenstation und im Gräberfeld „Unterer Stollen“ mit 204 Bestattungen. Nach Ausweis der reichen Grabbeigaben wurde es zwischen 500 und 700 n. Chr. belegt. Erstmals wurde Krozingen als „Scrozzinga“ im Jahr 808 n. Chr. in den Urkundenbüchern des Klosters St. Gallen erwähnt, vermutlich nach dem Geschlecht des alemannischen Adligen Crozzo genannt. Der Ort entstand aus dem alten Siedlungskern Oberkrozingen, Kems und Unterkrozingen als alemannische Siedlung am Übergang der Römerstraße Basel-Offenburg über den Neumagen.

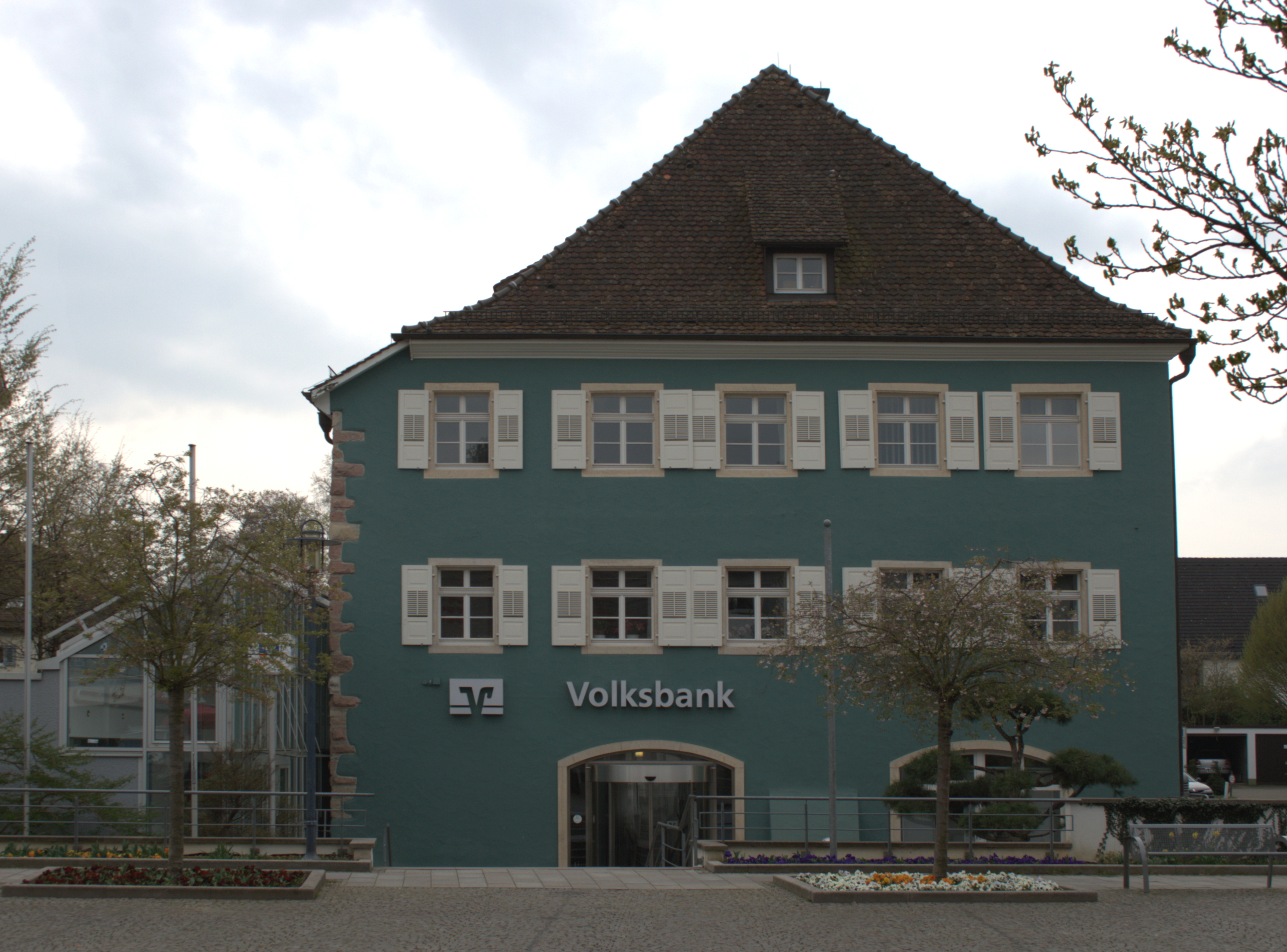
Pfirt’sches Schlösschen

Bis zum Übergang an das Kurfürstentum Baden mit dem Frieden von Pressburg im Jahr 1805 gehörte Krozingen zum vorderösterreichischen Breisgau und hatte wechselnde Ortsherren. Dies waren die Schnewlin von Landeck, die Herren von Schauenburg und die Herren von Pfirt. Nach ihnen ist das ehemalige Pfirt’sche Schlösschen benannt, in dem die Ortsherrschaft ihren Sitz hatte und das heute die Volksbank beherbergt.
Bei der Suche nach Erdöl, das im Oberrheingraben vermutet wurde, stieß man 1911 stattdessen auf Thermalwasser, das für die Zukunft Krozingens als Kurort entscheidend wurde. Nach weiteren Bohrungen und dem Beginn eines Kurbetriebs wurde Krozingen im Jahre 1933 das Prädikat „Bad“ verliehen. Ein modernes Kurhaus wurde 1959 fertiggestellt.
Im Zuge einer Verwaltungsreform in den 1970er-Jahren wurden die damals selbständigen Gemeinden Biengen (am 1. Dezember 1971), Hausen an der Möhlin (am 1. September 1973), Schlatt (am 1. Januar 1973) und Tunsel (am 1. Januar 1974) nach Bad Krozingen eingemeindet. Vom aufgelösten Landkreis Müllheim kam die Gemeinde zum neu geschaffenen Landkreis Breisgau-Hochschwarzwald. Am 1. September 2005 wurde Bad Krozingen zur Stadt ernannt – die Gemeinde war mit etwa 16.000 Einwohnern zur zweitgrößten Gemeinde des Landkreises geworden.
Zum 1. Januar 2025 wurde Bad Krozingen zur Großen Kreisstadt erklärt.

## Politik

### Gemeinderat
Nach der Kommunalwahl am 9. Juni 2024  beträgt die Zahl der Sitze im Gemeinderat Bad Krozingen 23. Bei einer Wahlbeteiligung von 57,2 % (+2,2) ergab sich folgende Sitzverteilung:

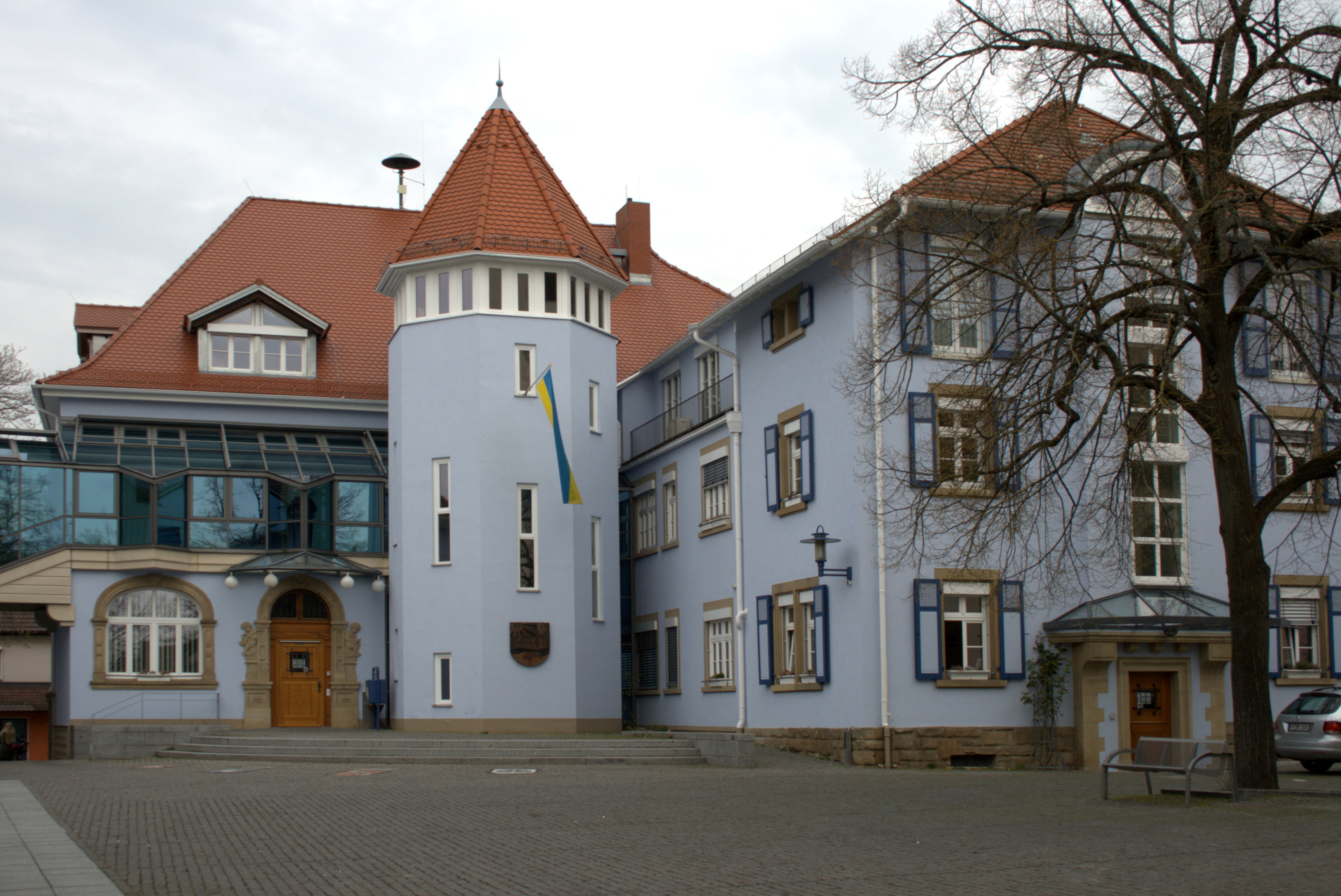
Rathaus von Bad Krozingen

| Partei/Liste                 | Stimmenanteil | G/V %p | Sitze | G/V |
| ---------------------------- | ------------- | ------ | ----- | --- |
| CDU                          | 38,4 %        | + 5,1  | 9     | + 1 |
| Grüne                        | 25,4 %        | + 1,9  | 6     | + 1 |
| SPD                          | 14,0 %        | + 2,0  | 3     | ± 0 |
| KFB (Krozinger Freie Bürger) | 22,2 %        | + 2,6  | 5     | + 2 |

### (Ober)Bürgermeister
Seit 19. Januar 2014 ist Volker Kieber (parteilos) Bürgermeister von Bad Krozingen. Im November 2013 wurde er mit 89,5 Prozent der Stimmen im zweiten Wahlgang erstmals zum Bürgermeister gewählt. Bei der Bürgermeisterwahl am 24. Oktober 2021 wurde er mit 94,41 Prozent der Stimmen im ersten Wahlgang für eine zweite Amtszeit wiedergewählt. Seit der Erhebung Bad Krozingens zur Großen Kreisstadt am 1. Januar 2025 trägt er die Amtsbezeichnung Oberbürgermeister. Davor war von 1998 bis 2014 Ekkehart Meroth (CDU) Bürgermeister der Stadt. Von 1982 bis 1998 war Wolfgang Fuchs Bürgermeister. Von 1955 bis 1981 amtierte Herbert Hellmann.

### Verwaltungsgemeinschaft
Mit der Gemeinde Hartheim besteht eine Vereinbarte Verwaltungsgemeinschaft.
Bad Krozingen ist die erfüllende Gemeinde und hat den Vorsitz im gemeinsamen Ausschuss, der mit je drei Gemeinderäten beider Gemeinden paritätisch besetzt ist.

### Wappen
Blasonierung: In Blau über einer goldenen Weltkugel ein von Strahlen umgebenes goldenes Gottesauge.

Das merkwürdige Wappenbild beruht auf einer allmählichen Umgestaltung und Umdeutung des alten Siegelbildes und Ortszeichens der Gemeinde. Das älteste bekannte Siegel, an einer Urkunde aus dem Jahre 1686 überliefert, zeigt innerhalb der Umschrift „Gemeinde Crotzingen“ ein geometrisches Gebilde. Es stellt möglicherweise in vereinfachter Form einen Sester (Getreidemaß) dar. Dieses Zeichen begegnet einem in verschiedenen Varianten nicht selten als Dorfmarke und ist wohl auch hier als solche anzusehen. Eine Herleitung aus dem Rad im Wappen des Ortsadels ist ebenso unwahrscheinlich wie die Deutung als Armbrustebene mit einem aufgesetzten gestürzten Pfeil (Stadler) oder gar die Erklärung als über der Weltkugel schwebendes Gottesauge.
Im 19. Jahrhundert kam die Deutung des Siegelbildes als Weltkugel und Gottesauge auf. Die Gemeinde beharrte auf diesen Symbolen und ihrer Deutung, als das Generallandesarchiv 1901 einen historisch begründeten Entwurf für ein neues Wappen vorlegte. 1921 wurde die bisher gebräuchliche Wappenzeichnung festgelegt, in der das „Gottesauge“ mit den üblichen Strahlen versehen ist.

### Städtepartnerschaften
- Seit 1985 bestehen  mit den südfranzösischen Kommunen Gréoux-les-Bains und Esparron-de-Verdon Städtepartnerschaften.
- Seit 2004 ist die Gemeinde auch mit Naoiri in Japan in einer Partnerschaft verbunden, die 1989 mit einer Städtefreundschaft begann. Seit 2005 ist Naoiri eine Teilgemeinde der Stadt Taketa.
- Eine Städtefreundschaft bestand seit 1993 auch mit Bojnice in der Slowakei. Im Juli 2011 wurde im Rahmen des Krozinger Lichterfestes ein Partnerschaftsvertrag unterzeichnet, der die Städtefreundschaft zu einer Städtepartnerschaft machte.[12]

Gréoux-les-Bains, Naoiri und Bojnice sind wie Bad Krozingen Thermalbadeorte.

### Zweckverband
Bad Krozingen ist Mitglied im Grenzüberschreitenden örtlichen Zweckverband Mittelhardt-Oberrhein, der auf Basis des Karlsruher Übereinkommens die grenzüberschreitende kommunale Zusammenarbeit von Gemeinden im Elsass und Baden fördert.

## Kultur und Sehenswürdigkeiten

### Kirchen und Kapellen

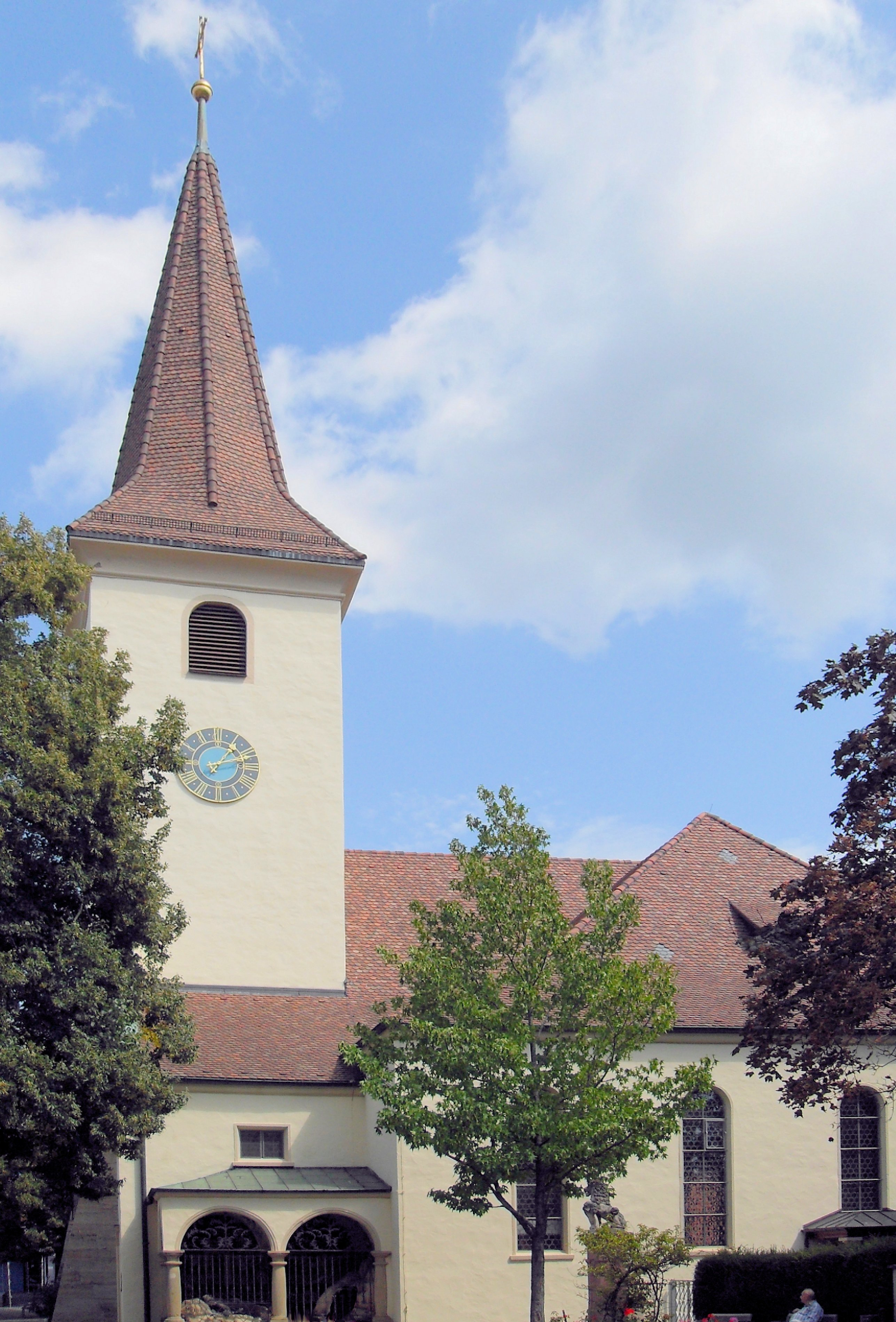
Katholische Kirche St. Alban

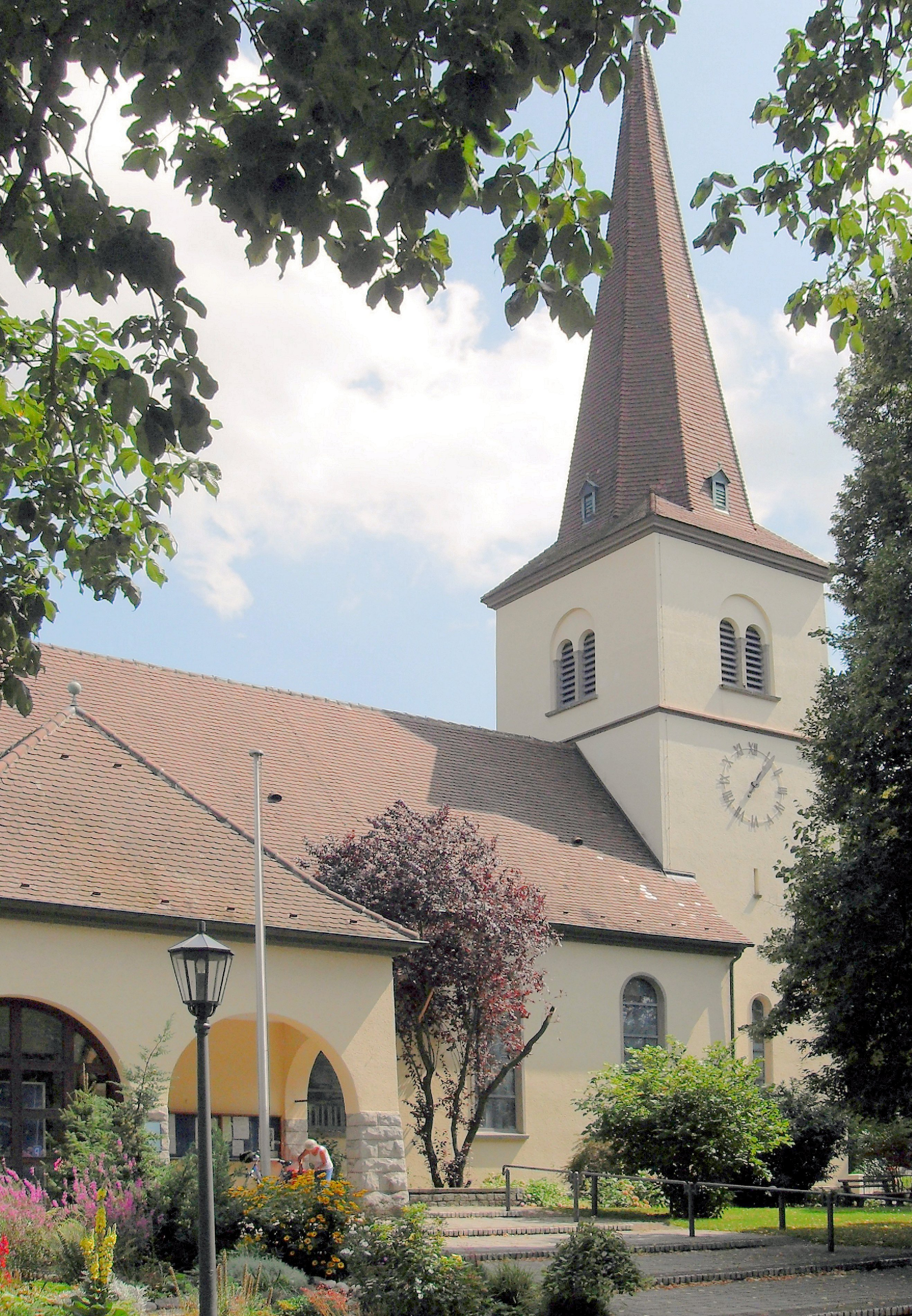
Evangelische Christuskirche

- Die katholische Kirche St. Alban ist urkundlich im Jahre 1144 erstmals erwähnt. Der erste Kirchenbau an dieser Stelle erfolgte zeitlich früher, der genaue Zeitpunkt ist nicht bekannt. Bei einem Brand am Palmsonntag 2002 wurden die Barockdecke und die Orgel stark beschädigt und der Hochaltar fast zerstört. Zwei Jahre später war die Kirche wieder hergestellt. Zerstörte Teile wurden restauriert und die Aufteilung des Hochaltars leicht verändert.
- Nach der Reformationszeit ist Krozingen katholisch geblieben, weil es zu Vorderösterreich gehörte. 1556 erfolgte die Reformation in Baden. Der erste evangelische Geistliche, Vikar Funk, förderte sehr tatkräftig den Bau der ersten evangelischen Kirche. Die Christuskirche wurde 1935 durch den damaligen Landesbischof eingeweiht. Eine besondere Sehenswürdigkeit sind die von Georg Meistermann 1980/81 entworfenen modernen Kirchenfenster (Thema: Erscheinungsweisen Gottes in der Welt).[14]
- In der romanischen Glöcklehofkapelle (erbaut im 10./11. Jahrhundert) finden sich Fresken mit einer der ältesten Christusdarstellungen nördlich der Alpen.
- Die St. Fridolinskapelle steht mitten auf einer Straßenkreuzung am Rande des Ortsteiles Kems. Sie wurde wahrscheinlich nach dem Dreißigjährigen Krieg errichtet; den Altar hatte 1602 der Abt Martin I. von St. Blasien gestiftet. Sie wurde im Jahr 2014 komplett saniert und gelegentlich finden dort auch kleine Konzerte statt.
- Die St. Josefskapelle steht in einem Hofbezirk, der einst dem Kloster St. Trudpert gehörte. Nach der Säkularisation wurde die Kapelle von den ersten privaten Besitzern zum Dank für die Übergabe dieses Hofes errichtet.

Kapellen in Bad Krozingen
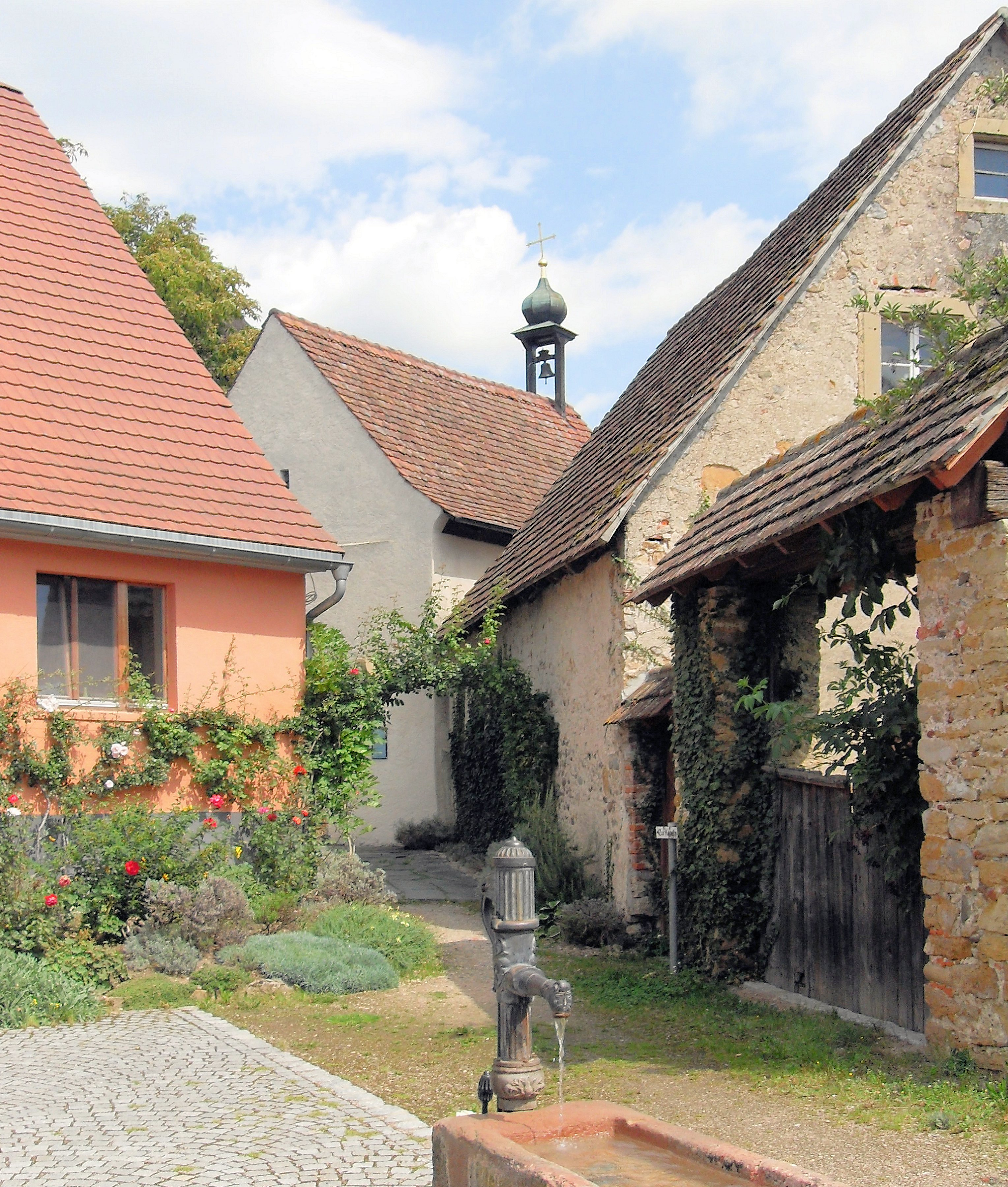
Glöcklehofkapelle
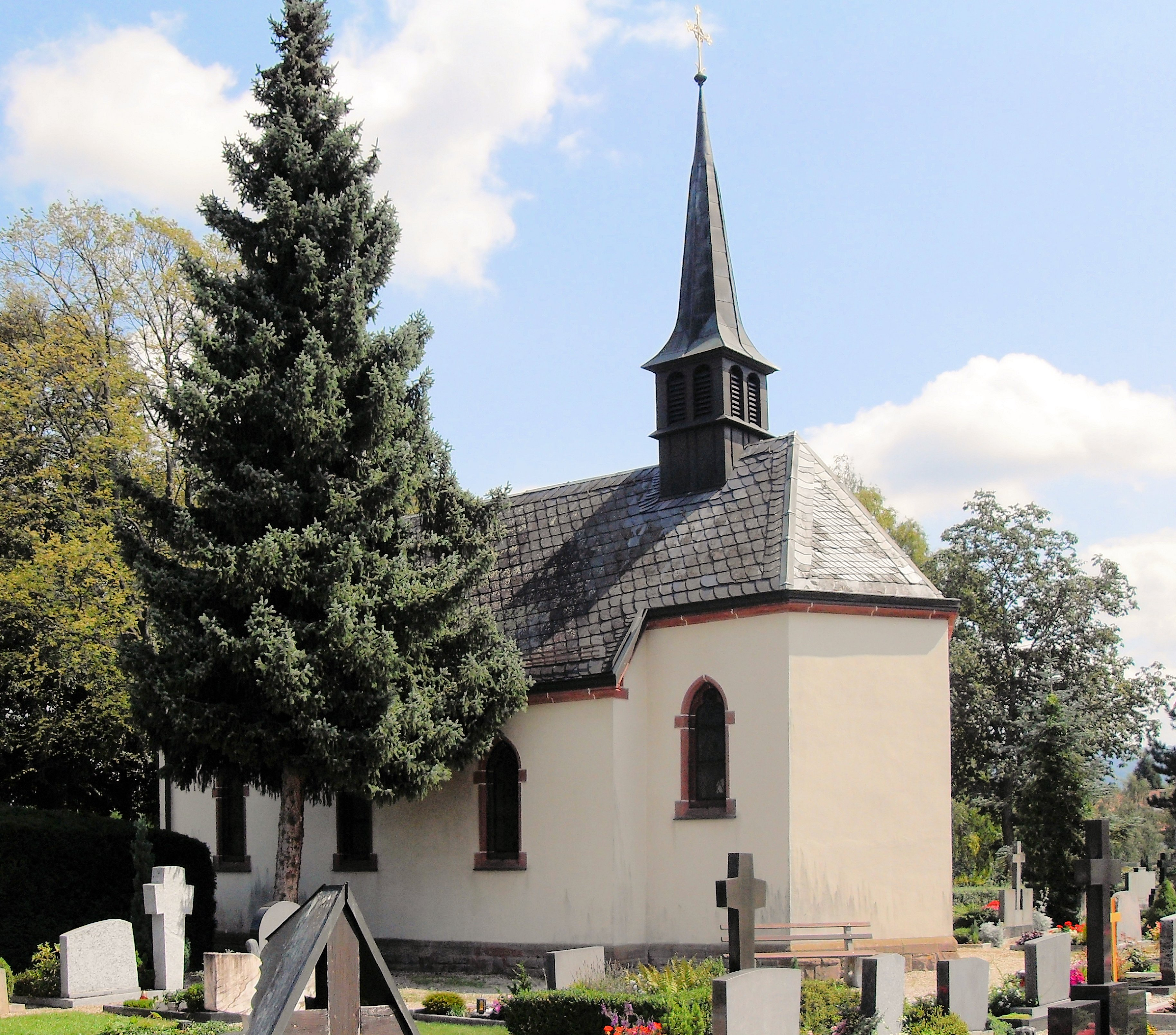
Friedhofskapelle
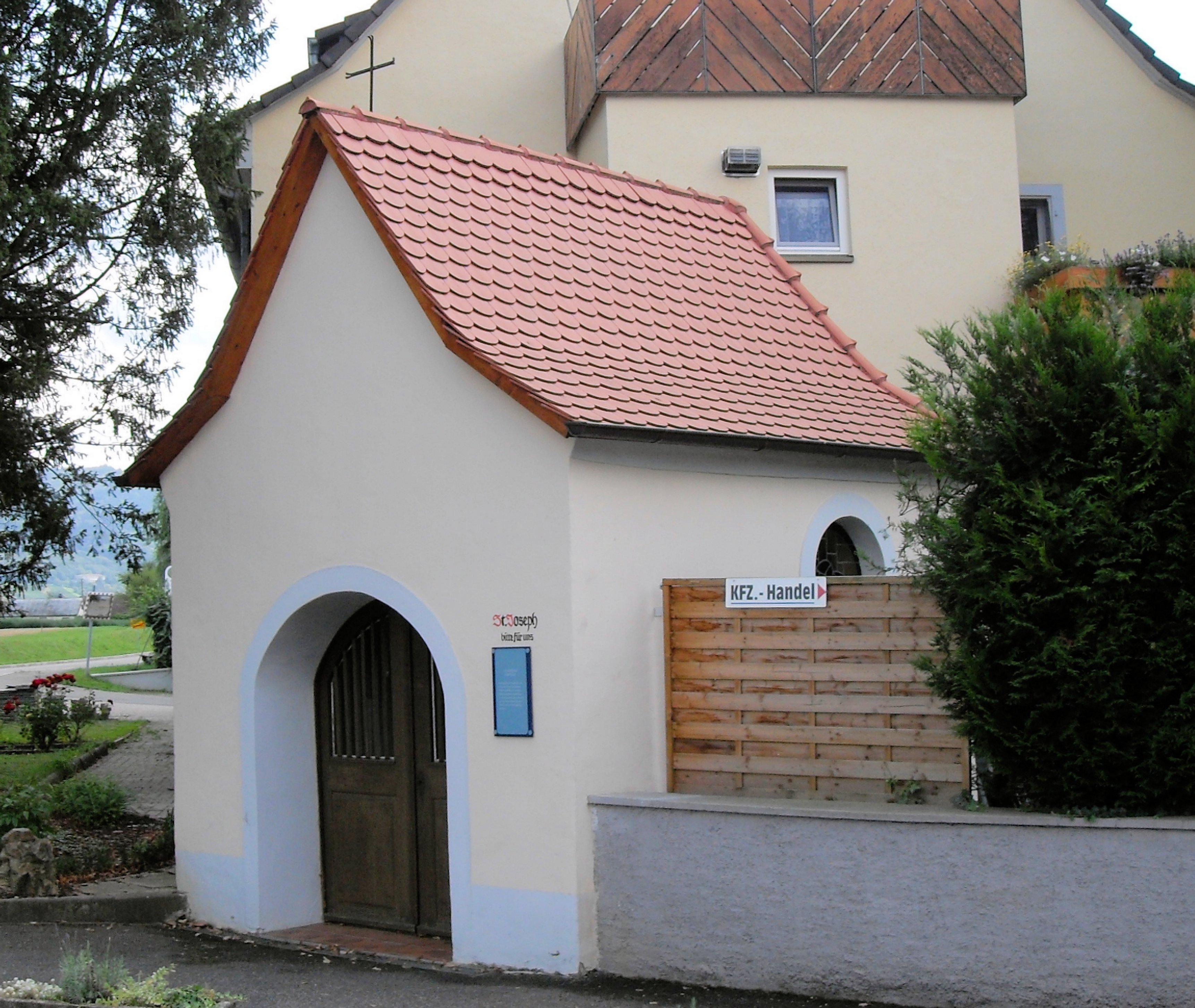
St. Josefskapelle Oberkrozingen
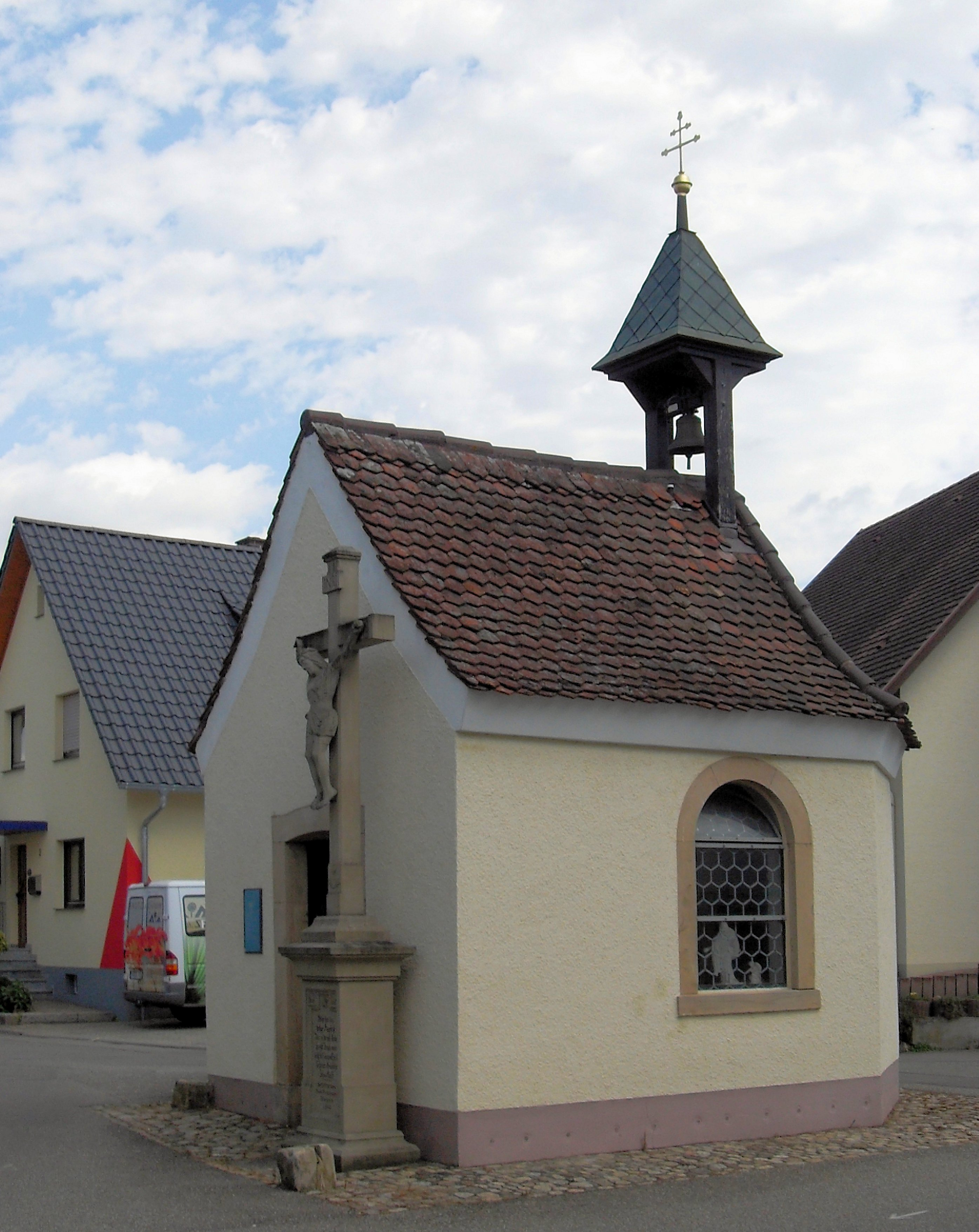
St. Fridolinskapelle Kems

### Museen
Stadtmuseum im Litschgihaus

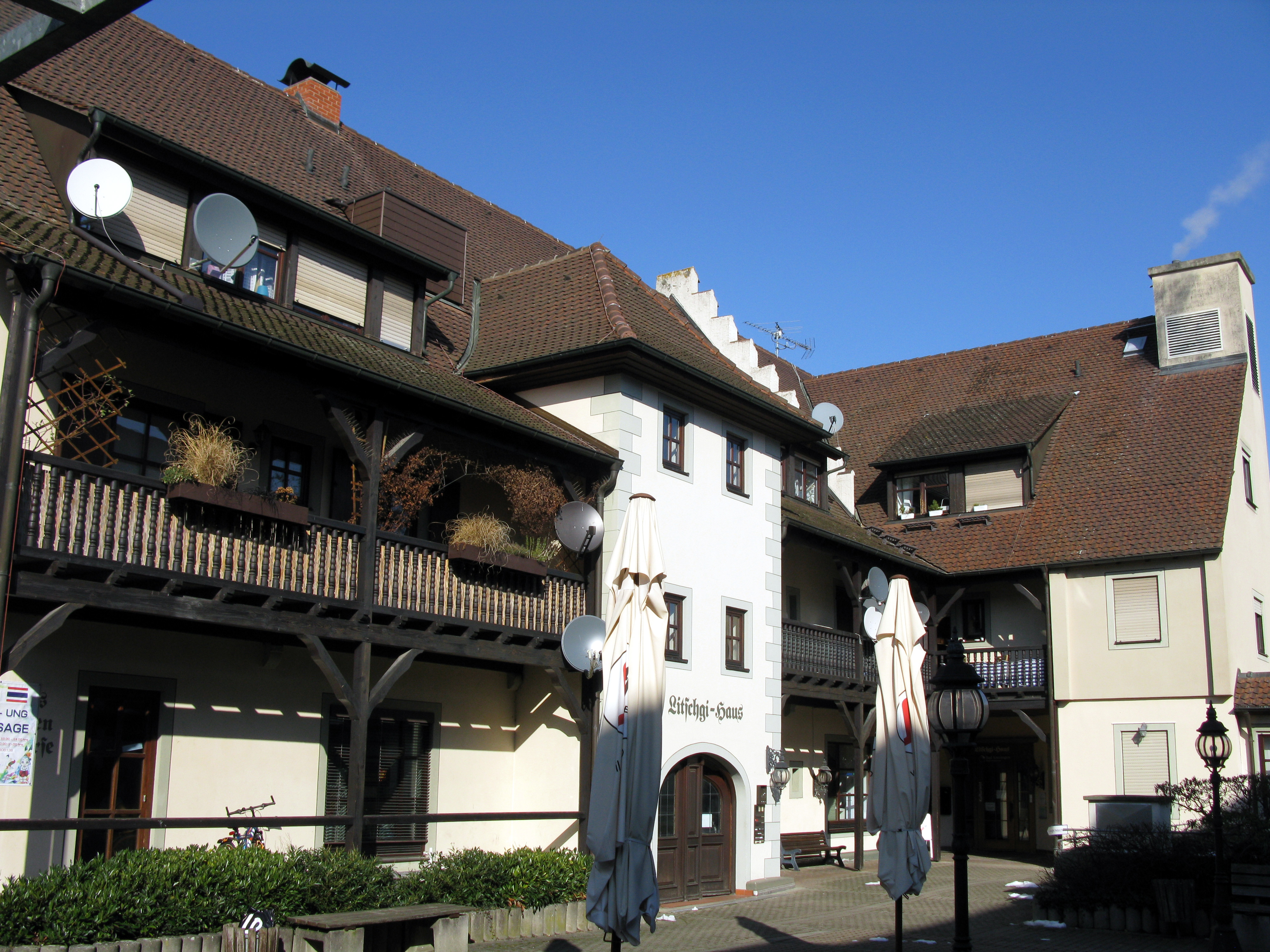
Litschgi-Haus

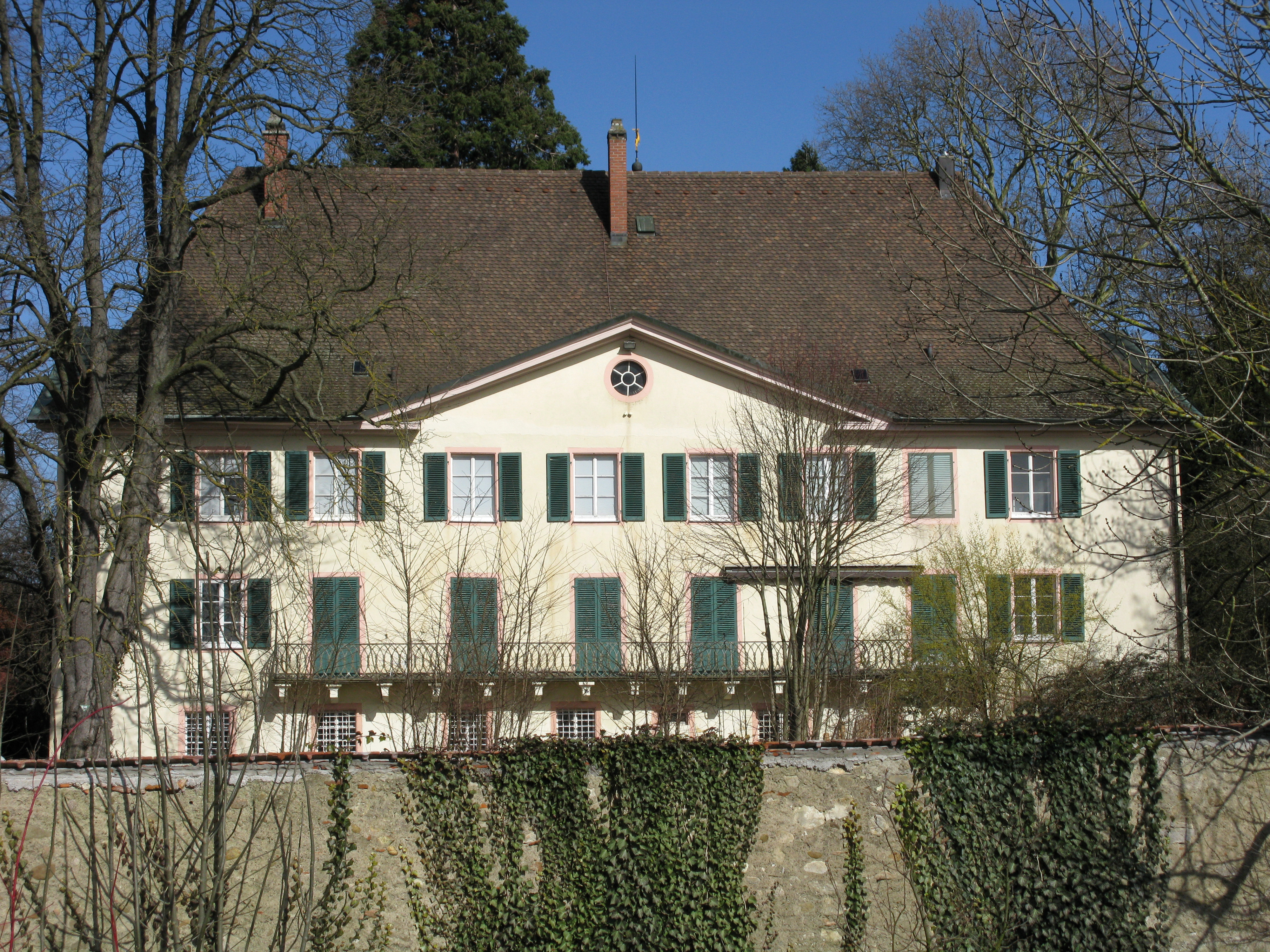
Schloss mit der Sammlung historischer Tasteninstrumente

Das Stadtmuseum Bad Krozingen zeigt archäologische Funde aus rund 9000 Jahren Besiedelungsgeschichte in Bad Krozingen. Die Ausstellung umfasst u. a. Exponate aus der Jungsteinzeit, der Keltenzeit, der römischen Epoche sowie der Zeit der Merowinger. Besonders hervorzuheben ist die Präsentation zur römischen Besiedlung entlang einer ehemaligen Fernstraße im ungefähren Bereich der ehemaligen B3. Weitere Museumsbereiche widmen sich historischen Persönlichkeiten mit Bezug auf die Stadt, darunter der lettischen Schriftstellerin Zenta Mauriņa, dem Historiker und Benediktinerpater Marquard Herrgott sowie dem mittelalterliche Ortsherrn Johann Heinrich von Landeck. Das in der oberen Basler Straße gelegene Museum ist dienstags und donnerstags sowie jeden 1. und 3. Sonntag im Monat von 15:00 bis 17:00 Uhr geöffnet.
Archäologiepark im Kurgarten
Im Neubaugebiet Kurgarten wurden bei Ausgrabungen von 2011 bis 2015 unter anderem ein steinzeitliches Kammergrab aus der Zeit um 3500 vor Christus und ein römischer Gutshof aus dem 1. bis 3. Jahrhundert nach Christus freigelegt, die am originalen Fundplatz im Grundriss visualisiert wurden und durch Infotafeln im sogenannten Archäologiepark erklärt werden. 
Sammlung historischer Tasteninstrumente Neumeyer-Junghanns-Tracey im Schloss
Im südlichen Ortsgebiet von Bad Krozingen liegt in einem kleinen Park das sich in Privatbesitz befindliche Renaissance-Schloss der Freiherren von Gleichenstein. Ursprünglich war das Schloss Bad Krozingen im Jahre 1579 als Propsteigebäude des Benediktinerklosters St. Blasien durch Abt Caspar II. erbaut worden. Mitte des 18. Jahrhunderts wurde es von Johann Caspar Bagnato umgebaut. Die nicht öffentlich zugängliche Schlosskapelle aus dem 17. Jahrhundert wurde im 18. Jahrhundert im Stil des Rokoko umgestaltet. Im Schloss befindet sich seit 1974 eine Sammlung von rund 50 historischen Tasteninstrumenten, die der Cembalist Fritz Neumeyer (1900–1983) zusammengetragen hatte und die seine Schüler Rolf Junghanns und Bradford Tracey geerbt und betreut hatten. Einige dieser Instrumente sind regelmäßig bei den Bad Krozinger Schlosskonzerten zu hören. Die Sammlung kann im Rahmen der Konzerte besichtigt werden.
Museum im Rathaus Biengen
Das Museum im Rathaus Biengen wurde nach zweijähriger Vorbereitung und viel ehrenamtlicher Arbeit im Juli 2005 eröffnet. Viele Bürger arbeiten – unter dem Dach des Dorfvereins Biengen e. V. – ehrenamtlich und in ihrer Freizeit bei der Besucherbetreuung, der Zusammenstellung von Sonderausstellungen und bei den notwendigen Renovierungsarbeiten und Umbauten mit. Das Museum will einen Einblick geben in die Alltagsgeschichte der Menschen, die hier vor Generationen gelebt haben.

### Mediathek
Eine öffentliche Bibliothek (Mediathek) mit 27 000 Medien zu allgemeinen, gesellschaftlichen, kulturellen und naturwissenschaftlichen Themen befindet sich seit April 2015 in Bahnhofsnähe.

### Litschgikeller

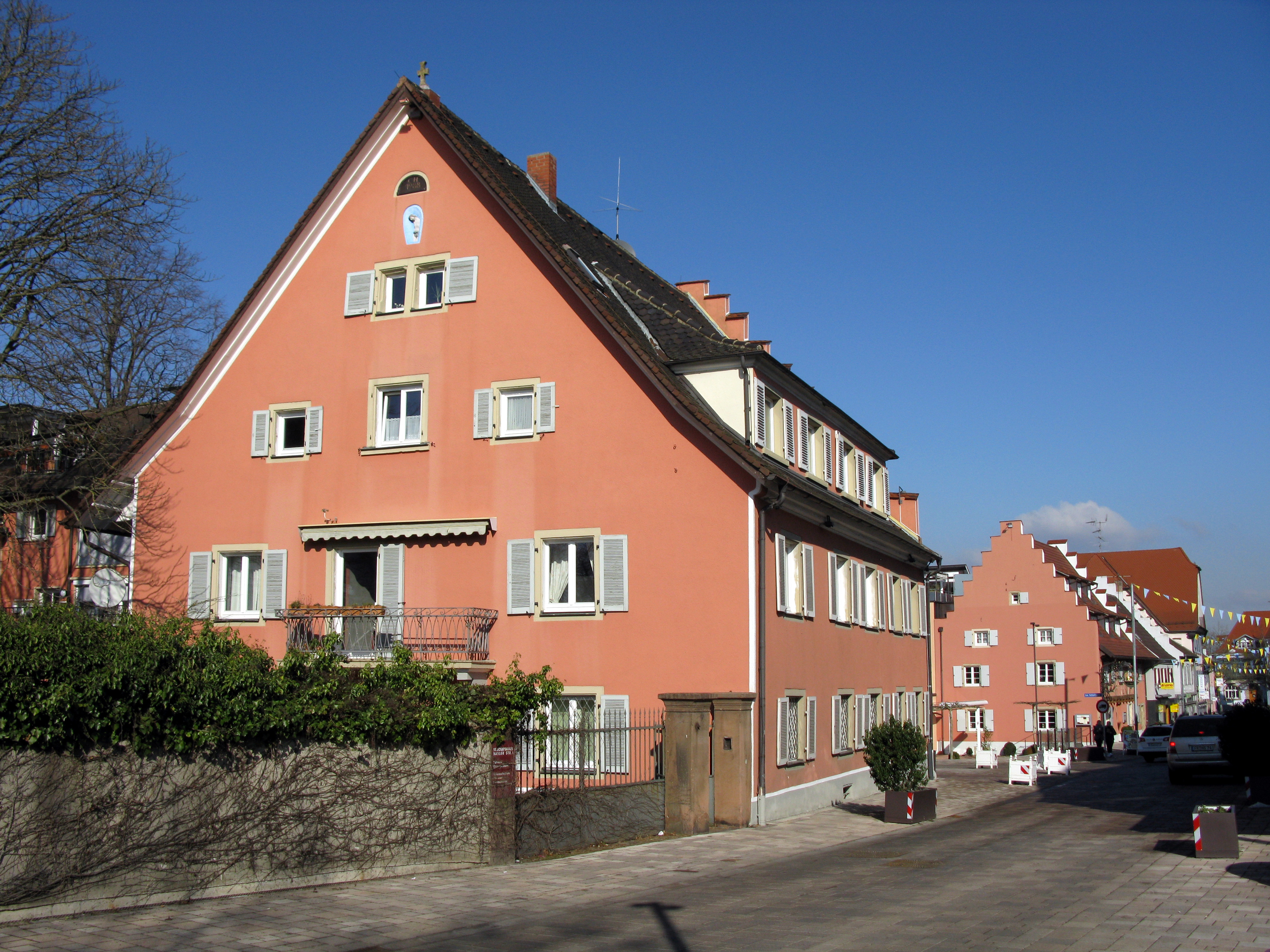
St. Josefshaus

Der Litschgikeller in der Basler Straße wurde 2024 umfassend renoviert. Dort finden diverse Kleinkunstveranstaltungen wie Kabarett, Theater, Stand Up-Comedy sowie kleinere Musikveranstaltungen und Konzerte statt.

### JOKI-Kino am Bahnhof
Das JOKI wurde im Oktober 2002 gegründet. Bis zur Eröffnung des JOKI am Bahnhof am 26. März 2015 fanden die Kinovorführungen im St. Josefshaus mit einem 35 mm-Projektor und einer großen Leinwand statt. Jetzt finden alle Vorstellungen im Untergeschoss der Mediathek am Bahnhof statt. Das Kino wird vom Joki-Kino e. V. geführt. Die Stadt und die Medien- und Filmförderung Baden-Württemberg förderten den Neubau des Kinos im neuen Standort Bahnhofstraße 3b und unterstützen den Betrieb, wo täglich (außer mittwochs) Filme vorgeführt werden. Das Kino verfügt über 112 Sitzplätze sowie drei Rollstuhlplätze.

## Wirtschaft und Infrastruktur

### Verkehr

#### ÖPNV

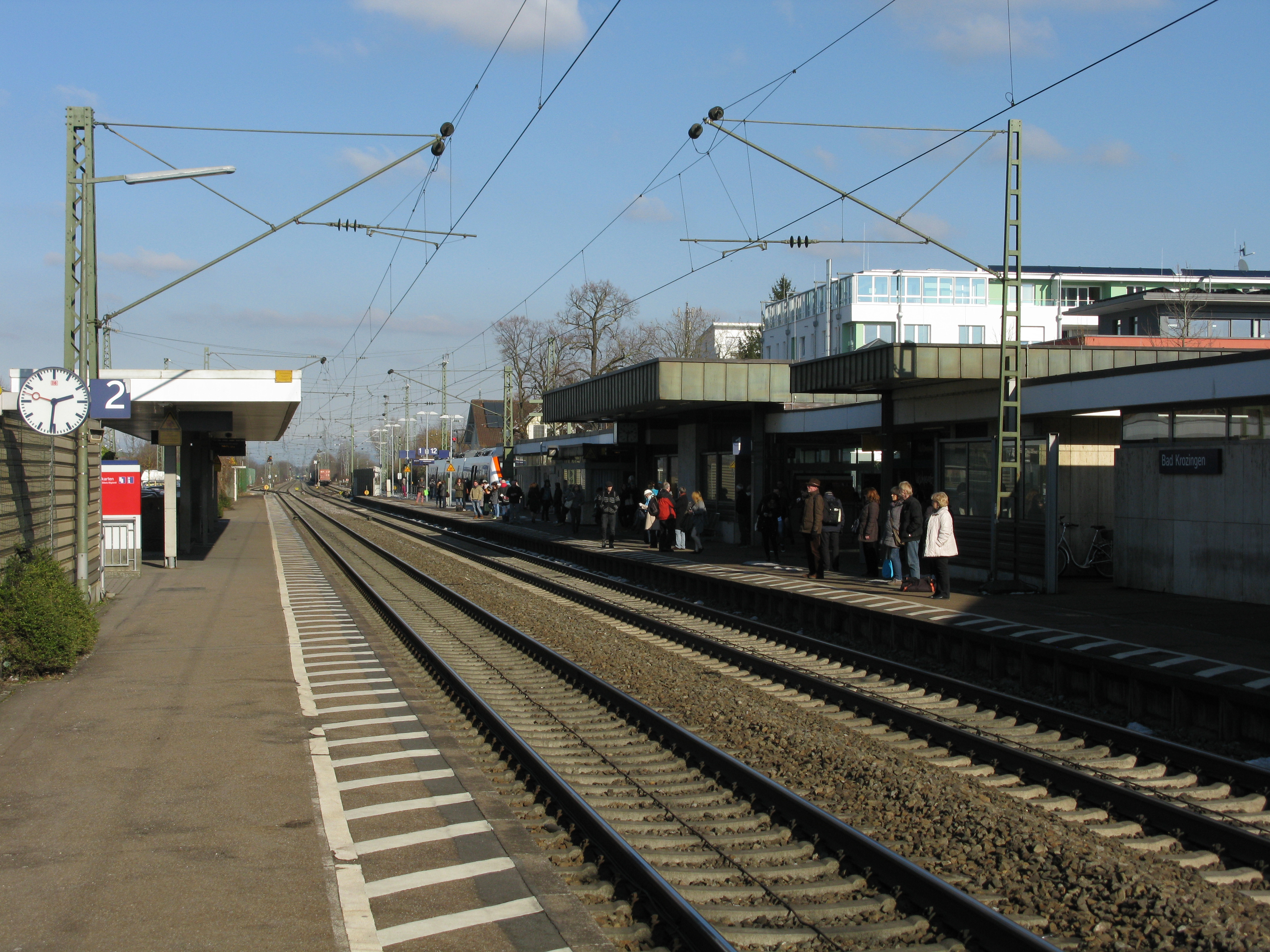
Bahnhof von Bad Krozingen

Bad Krozingen liegt an der Rheintalbahn und hat einen Bahnhof, der im Taktverkehr von den Regionalzügen der Strecke Offenburg–Basel Badischer Bahnhof  bedient wird. Außerdem zweigt hier die Münstertalbahn der SWEG nach Staufen und Münstertal von der Hauptstrecke der Deutschen Bahn ab.
Am 31. Oktober 2003 wurde der Verein Bürgerbus Bad Krozingen unter Beteiligung vieler Bürger gegründet. Zunächst einmal ist ein Bürgerbus ein ganz normales öffentliches Verkehrsmittel, das nach Fahrplan auf einer konzessionierten Linie fährt.
Das Besondere daran ist, dass nach dem Motto Bürger fahren für Bürger der Bürgerbus von ehrenamtlichen Fahrern gesteuert wird. Der Bürgerbus, ein Kleinbus mit acht Fahrgastplätzen, kann dort eingesetzt werden, wo gewerblicher Linienverkehr wirtschaftlich nicht mehr tragbar ist. Dadurch kann er auch in nachfrageschwachen Bereichen oder Zeiten die Mobilität der Bürger gewährleisten, ohne übermäßige Kosten zu verursachen. Der eigentliche Betrieb wurde am 1. Juli 2004 aufgenommen. Im Augenblick sind drei Linien in Betrieb.
Außerdem wird Bad Krozingen mit den Regionalbussen der Südbadenbus GmbH und der Rast Reisen GmbH ans Umland angebunden. Seit 2015 besteht zudem die Regiobuslinie 309, welche Bad Krozingen auf direktem Weg mit Breisach am Rhein verbindet.

#### Radverkehr
Seit Juli 2024 nimmt Bad Krozingen am Fahrradverleihsystem Frelo teil. Es bestehen fünf Stationen, davon jeweils eine östlich und westlich des Bahnhofs, eine am Rathaus Bad Krozingen, eine am Herzzentrum der Uniklinik Freiburg und eine im Teilort Hausen.
Durch eine Alltagsroute aus dem Radnetz Baden-Württemberg ist Bad Krozingen über Heitersheim mit Müllheim im Markgräflerland und über Ehrenkirchen und Pfaffenweiler mit Freiburg verbunden.
Durch Bad Krozingen verlaufen die folgenden beiden Landes-Radfernwege:
- Der Südschwarzwald-Radweg führt als Rundweg von Hinterzarten über Waldshut-Tiengen, Basel und Freiburg rund um den Naturpark Südschwarzwald. Er verläuft von Heitersheim über Gallenweiler und den Bad Krozinger Ortsteil Schmidhofen nach Oberkrozingen und weiter über Ehrenkirchen nach Freiburg.
- Der Badische Weinradweg[21] führt von Grenzach-Wyhlen über Heitersheim und Staufen im Breisgau nach Bad Krozingen und weiter über Ehrenkirchen und Pfaffenweiler nach Schallstadt. Das Ziel des Weges ist Laudenbach im Norden Baden-Württembergs.

Durch Bad Krozingen verläuft der Oberrhein Römer-Radweg durch Markgräflerland und Kaiserstuhl von Grenzach-Wyhlen nach Riegel.
Der Europäische Radwanderweg von Mulhouse nach Freiburg verbindet Bad Krozingen mit der Nachbarstadt Staufen. Der Markgräfler Radwanderweg führt in diesem Abschnitt identisch durch das Markgräfler Land von Weil am Rhein nach Freiburg.
Vor allem für den Pendlerverkehr ist die Errichtung eines Radschnellweges nach Freiburg über Pfaffenweiler und Schallstadt geplant.

#### Straßenverkehr
Durch die Kernstadt führte die Bundesstraße 3, die den Kurort sehr belastete; sie ist seit dem Sommer 2009 als Umgehungsstraße angelegt. Beim Ortsteil Hausen befindet sich ein Anschluss an die Bundesautobahn 5, über den die benachbarten Großstädte Basel, Mülhausen und Freiburg sowie der EuroAirport Basel-Mulhouse-Freiburg gut erreicht werden können.

### Kurbetrieb

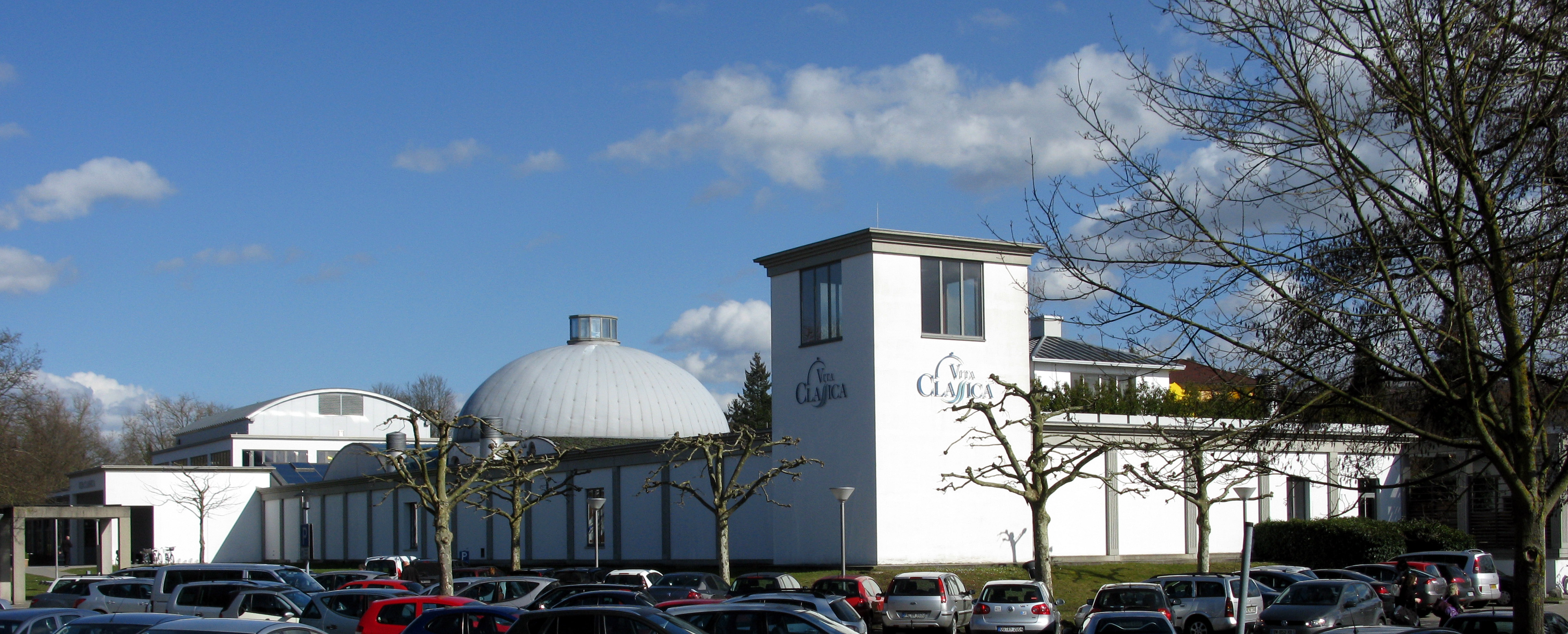
Das Thermalbad Vita Classica

Mit der Erbohrung der ersten Thermalquelle 1911 begann die Entwicklung zum Kur- und Badeort. 1933 erhielt der Ort das Kurortprädikat Bad und weitere Bohrungen folgten. Im Laufe der Jahre entstand ein Gesundheitszentrum aus Vita Classica-Therme, Reha-Kliniken und Herzzentrum. Das Mineral-Thermalwasser ist je nach Becken zwischen 29 und 36 Grad Celsius warm und hat einen Mineraliengehalt von über 4000 Milligramm pro Liter. Mit 2180 Milligramm Kohlensäure pro Liter besitzt das Wasser außerdem eine der höchsten Kohlensäurekonzentrationen weltweit. Im 40 Hektar großen Kurpark befindet sich das Kurhaus, 1959 nach Plänen von Horst Linde erbaut und 1982 erweitert,

### Kirchliche Einrichtungen

#### Katholische Kirchengemeinde
Bad Krozingen war Sitz des Dekanats Neuenburg des Erzbistums Freiburg. Seit 2008 ist dieses Bestandteil des Dekanats Breisach-Neuenburg, dessen Sitz ebenfalls in Bad Krozingen ist. Ab 2015 werden die Seelsorgeeinheit Bad Krozingen und Seelsorgeeinheit Hartheim zusammengelegt.
In Bad Krozingen existieren die folgenden Pfarrgemeinden:
- St. Alban in Bad Krozingen
- St. Leodegar in Biengen
- St. Michael in Tunsel
- St. Sebastian in Schlatt

#### Evangelische Kirchengemeinde
Im Ort sind folgende evangelische Einrichtungen ansässig:
- Pfarramt der Christuskirche
- Haus der Kurseelsorge
- Diakonisches Werk
- Krankenhaus-Seelsorge
- Ökumenische Kurseelsorge

Das Dekanat ist nach Bad Krozingen umgezogen. Spatenstich für ein neues Zentrum des evangelischen Kirchenbezirks war im Juni 2014. Bisher war es in Müllheim beheimatet.

#### Weitere Religionsgemeinschaften
- Freie Christengemeinde
- Neuapostolische Kirche
- Freie Christus-Gemeinde
- Zeugen Jehovas

### Bildung
- Grund-, Haupt- und Werkrealschule Johann-Heinrich-von-Landeck mit der Arche (Tagesbetreuung der Schulkinder)
- Grundschulen in den Ortsteilen Biengen, Hausen, Tunsel und Schlatt
- Max-Planck-Realschule in Bad Krozingen mit Hort an der Schule (Nachmittagsbetreuung)
- Kreisgymnasium Bad Krozingen (Nachmittagsbetreuung durch Sozialarbeiter)
- Schulartübergreifender Hort ab Klasse 5 (Sitz: Max-Planck-Realschule)
- Volkshochschule Südlicher Breisgau mit Sitz in Bad Krozingen
- Jugendmusikschule Südlicher Breisgau
- Fünf Kindergärten im Kernort Bad Krozingen, dazu je ein Kindergarten in den Ortsteilen Tunsel, Schlatt, Biengen und Hausen
- Jugendzentrum (tägliche Betreuung)

### Medien
Über das Lokalgeschehen in Bad Krozingen berichtet die Wochenzeitung ReblandKurier. Außerdem gibt es noch weitere Zeitungen mit Lokalbezug, so die in Freiburg im Breisgau täglich erscheinende Badische Zeitung. Das kostenlose Amtsblatt der Gemeinde, der Stadtanzeiger, wird wöchentlich an alle Haushalte verteilt.

### Freizeit- und Sportanlagen

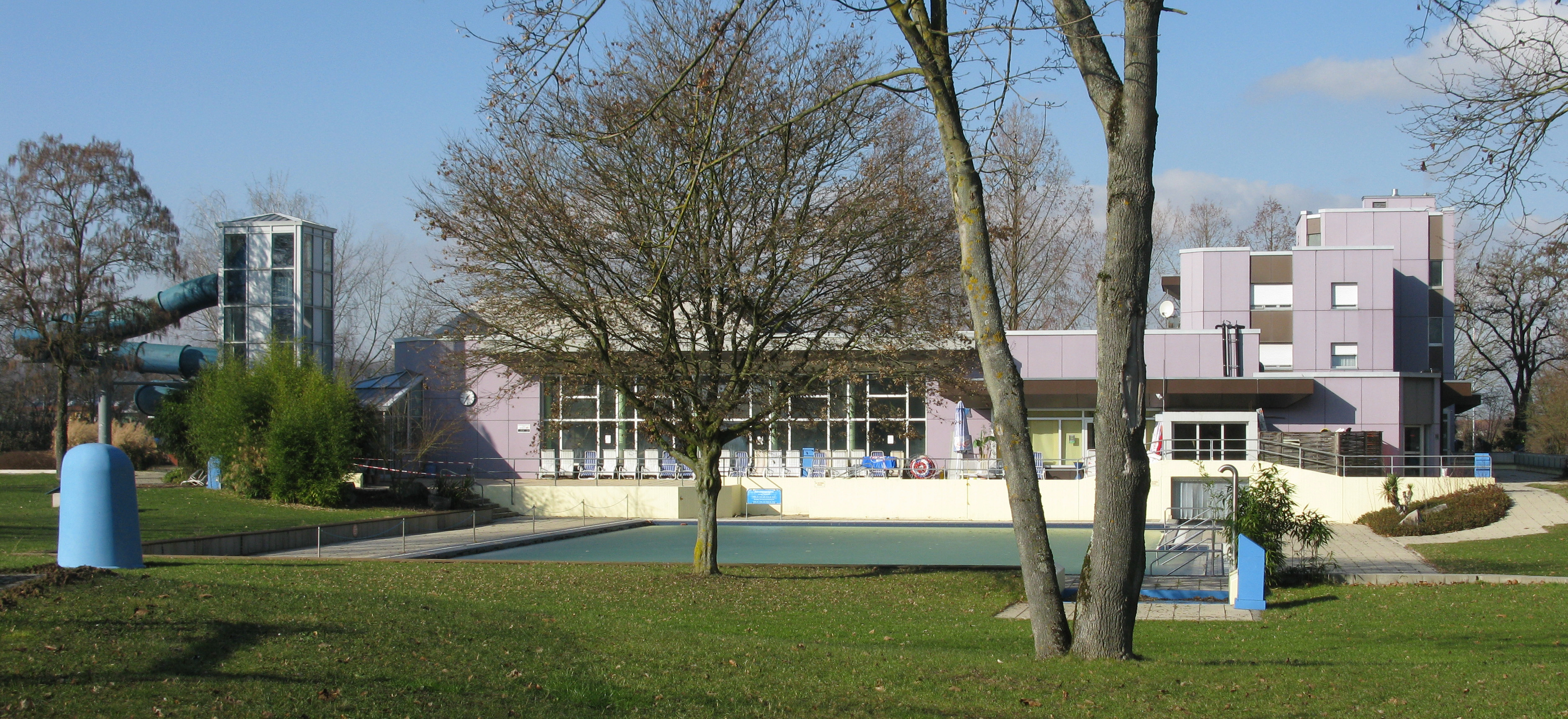
Aquarado

- Sporthallen für Grund- und Hauptschule, Realschule und Gymnasium, auch in den Ortsteilen
- Fußballplatz mit Tribüne und Kunstrasenplatz im Kernort, weitere Plätze in den Ortsteilen
- Freizeit- und Hallenbad Aquarado mit Riesenröhren-Rutsche, Innen- und Außenbecken, Trampolinanlage, Kinder-Matsch-Spielplatz, Beachvolleyball, Mini-Fußballfeld, Sauna und Bräunungstudio, über 15.000 m² große Liegewiese
- Kurpark mit Duft- und Kräutergarten sowie regelmäßigen fachkundigen Führungen
- Minigolfplatz
- Bogenschießanlage
- Tennisplätze
- öffentlicher Bouleplatz
- Skatepark

### Regelmäßige Veranstaltungen
April
- Mozart-Fest

Mai
- Erdbeer- und Spargelfest in Schlatt
- Frühjahrskonzert der Gemeindekapelle Bad Krozingen

Juni
- Vita Classica Nacht
- Oldie-Night
- Ökumenisches Kirchenfest
- Schlossfest

Juli
- Alpenrock-Nacht
- Lichter- und Quellenfest im Kurpark mit Feuerwerk
- Open Air im Park
- Open Air Sommernachtskonzert der Gemeindekapelle Bad Krozingen

August
- Vita Classica Reitturnier

September
- DiGa – Die Gartenmesse im Kurpark
- Gesundheitsmesse

Oktober
- Vita Classica Ball

November
- Herbstlauf
- Großer Kunsthandwerkermarkt
- Cäcilienkonzert der Gemeindekapelle Bad Krozingen

Schlosskonzerte (übers Jahr verteilt)

### Ansässige Unternehmen
- Herz-Zentrum Bad Krozingen
- UTP Schweißmaterial
- Rittal
- Schenker AG

## Persönlichkeiten

### In Bad Krozingen geboren
- Franz Xaver Mezler (1756–1812), Mediziner
- Joseph Dienger (1818–1894), geboren in Hausen, Mathematiker
- Johann Georg Eschbacher (1830–1909), geboren in Schlatt, Mediziner, badischer Landtagsabgeordneter
- Wilhelm Schelb (1888–1957), Richter am Bundesgerichtshof
- Josef Schelb (1894–1977), Komponist
- Annie Cesar (* 1997), Volleyballspielerin

### Mit Bad Krozingen verbunden
- Werner von Staufen (1170/1175–1213), Dorfherr von Bad Krozingen-Schlatt und Mitbegründer des Hauses des heiligen Lazarus in Schlatt
- Marquard Herrgott (1694–1762), Propst, Benediktinermönch, Priester, Diplomat und Historiker, Bibliothekar, Kaiserlicher Rat und Gesandter
- Fritz Raschig (1863–1928), Chemiker und Politiker, ließ in Krozingen nach Erdöl bohren; dabei wurde eine Kohlensäurequelle entdeckt, die Grundlage für den Kurbetrieb wurde.
- Zenta Mauriņa (1897–1978), Schriftstellerin, lebte ab 1965 in Bad Krozingen; nach ihr benannt ist der von der Herbert-Hellmann-Allee abzweigende Zenta-Maurina-Weg.
- Fritz Neumeyer (1900–1983), Cembalist, Pianist, Musikwissenschaftler und Komponist; sammelte historische Tasteninstrumente, die heute in der Sammlung historischer Tasteninstrumente „Neumeyer-Junghanns-Tracey“ in Bad Krozingen zu sehen sind.
- Carl Ueter (1900–1985), Komponist; in Bad Krozingen gestorben
- Rolf Junghanns (1945–1993), Pianist und Musikwissenschaftler, erbte und betreute die Instrumentensammlung von Fritz Neumeyer
- Karin Gündisch (* 1948), Schriftstellerin im Bereich der Kinder- und Jugendliteratur; lebt hier
- Bradford Tracey (1951–1987), Pianist und Cembalist; Kurator der Sammlung historischer Tasteninstrumente Fritz Neumeyer im Schloss Bad Krozingen
- Walter Scheel (1919–2016), Bundespräsident von 1974 bis 1979, lebte seit Ende 2008 in Bad Krozingen
- Oliver Baumann (* 1990), Fußballtorwart, erlernte das Fußballspielen in der Jugend des FC Bad Krozingen
- Eduard Rapp  (* 7. März 1951 in Omsk) ist ein ehemaliger sowjetischer Bahnradsportler und zweifacher Weltmeister.
- Lothar Böhnert (1938–2018), Träger der Verdienstmedaille Bad Krozingens, Heimat- und Römerforscher, Autor, Referent, Vorsitzender Breisgau Geschichtsverein[28]

### Ehrenbürger
Seit 1950 wurde folgenden, bereits verstorbenen Personen die Ehrenbürgerwürde verliehen:
- Berthold Allgaier († 1999), Verleihungsjahr: 1973, Bad Krozingen
- Anton Dichtel (1901–1978), Verleihungsjahr: 1967, Bad Krozingen
- Wolfgang Fuchs (1935–2008), Altbürgermeister, Verleihungsjahr: 2004, Bad Krozingen
- Friedrich Hanser (1937–2020), Verleihungsjahr: 2019, Bad Krozingen
- Josef Hansert († 1997), Verleihungsjahr: 1973, Bad Krozingen
- Alfons Kind († 1992), Verleihungsjahr: 1981, Bad Krozingen
- August Laub († 1981), Verleihungsjahr: 1968, Biengen
- Franz Lauber († 1974), Verleihungsjahr: 1955, Bad Krozingen
- Anton Münkel († 1975), Verleihungsjahr: 1963, Schlatt
- Hermann Person (1914–2005), Politiker (CDU) und Regierungspräsident von Südbaden, Verleihungsjahr: 1979, Bad Krozingen
- Karl Pfefferle († 1976), Verleihungsjahr: 1963, Bad Krozingen
- Helmut Roskamm (1933–2018), bis 2001 Ärztlicher Direktor des Herz-Zentrums Bad Krozingen, Verleihungsjahr: 2001
- Adalbert Seifriz (1902–1990), Politiker (CDU), Verleihungsjahr: 1969, Bad Krozingen
- Louis Spahr († 1959), Verleihungsjahr: 1955, Biengen
- Joseph Vomstein († 1962), Verleihungsjahr: 1950, Bad Krozingen
- Linus Wick († 1986), Verleihungsjahr: 1969, Biengen